# 李子
李子主要是指李组（Prunus sect. Prunus）植物的果实，但北美李组（Prunus sect. Prunocerasus）的果实也叫李子。李子味酸甜，可生吃或製成果醬。李子汁可以酿成李子酒；蒸馏过后可制成闻名东欧的梅子白兰地-Slivovitz。脱水后的李子甘甜且多汁，具有很高食用纤维含量，所以李子汁经常用于帮助调解消化系统功能。李子还含有多种抗氧化物，能够延缓衰老。近年来美国的李子制造商开始将他们的产品标注为“dried plums”，因为“prunes”這個詞語經常出現在改善便秘的文章內，被認為有负面含义而令人倒胃口，而且只适用于老年人。
李仁油由李子种仁榨出。
李子有多种颜色和大小。有些肉质非常坚硬，有些具有黄色、白色、绿色或者红色果肉，并相应有不同的果皮颜色。

## 栽培种
栽培最多的李子是中国李和欧洲李。鲜食李子以中国李为主，但欧洲也有鲜食欧洲李（主要是西梅李）。欧洲李栽培类型很多，除了常见的西梅李，还有维多利亚李、青梅李、黄香李、乌荆子李（包括布拉斯李、戴姆森李）等。其它常见栽培的李子有杏李（中国）、樱桃李（西亚）、俄罗斯李（俄罗斯、美国）等。
美国培育的李子大多是血统复杂的杂交品种，称为美国李子、布冧或布林，果皮色深的称为黑布林；其血统以中国李为主，并混有部分杏李、樱桃李血统。
李属物种之间常发生杂交。有很多栽培品种是中国李和其他组的植物杂交产生的，如和杏杂交产生的蜜李（也叫美国杏李、加州杏李）、和甜车厘子杂交产生的车厘李（虽然也叫樱桃李，但与物种樱桃李无关）。

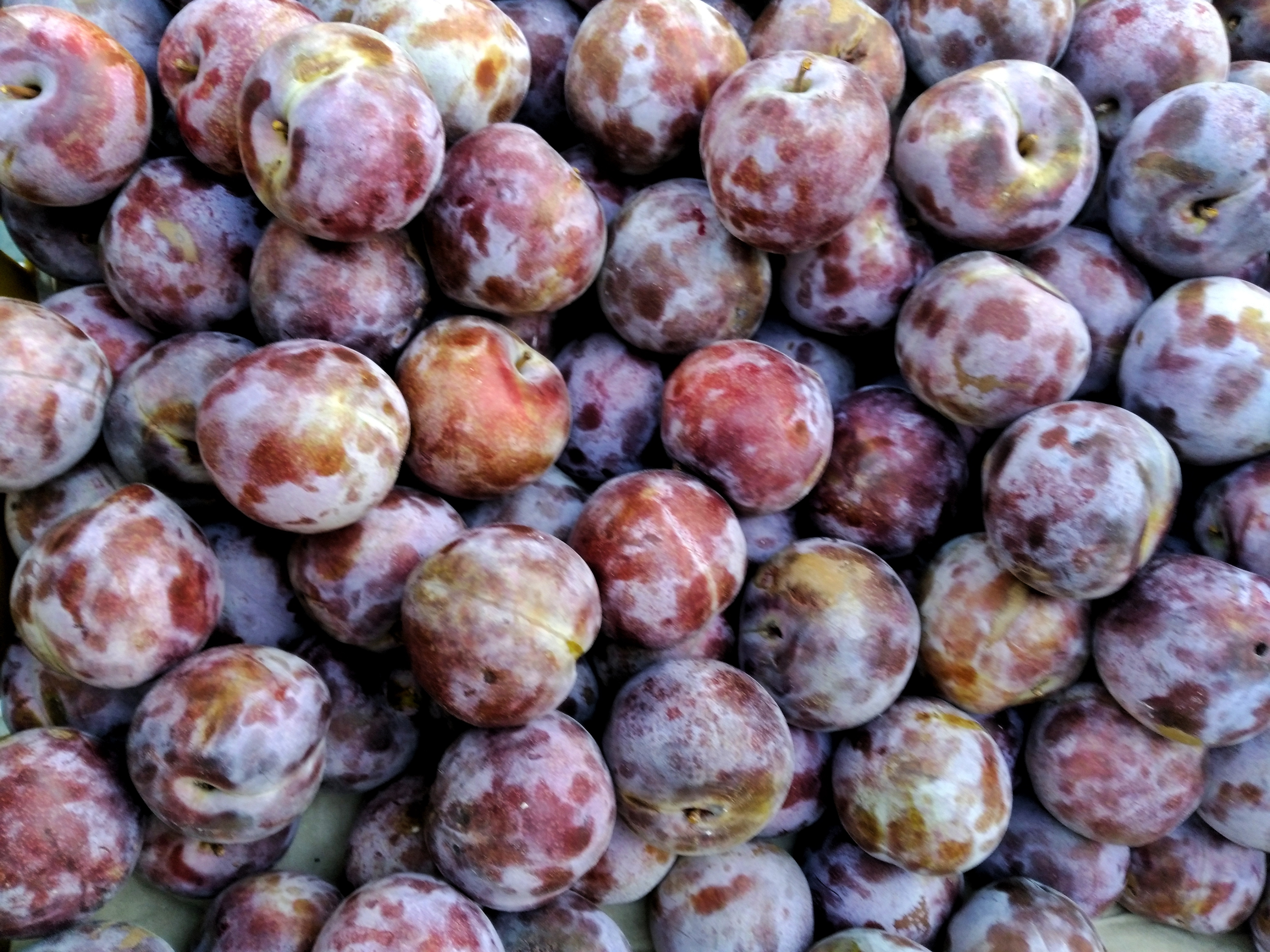
中国李
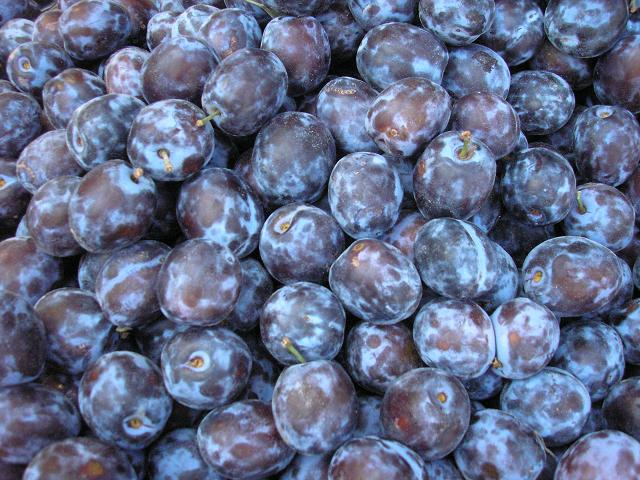
西梅李
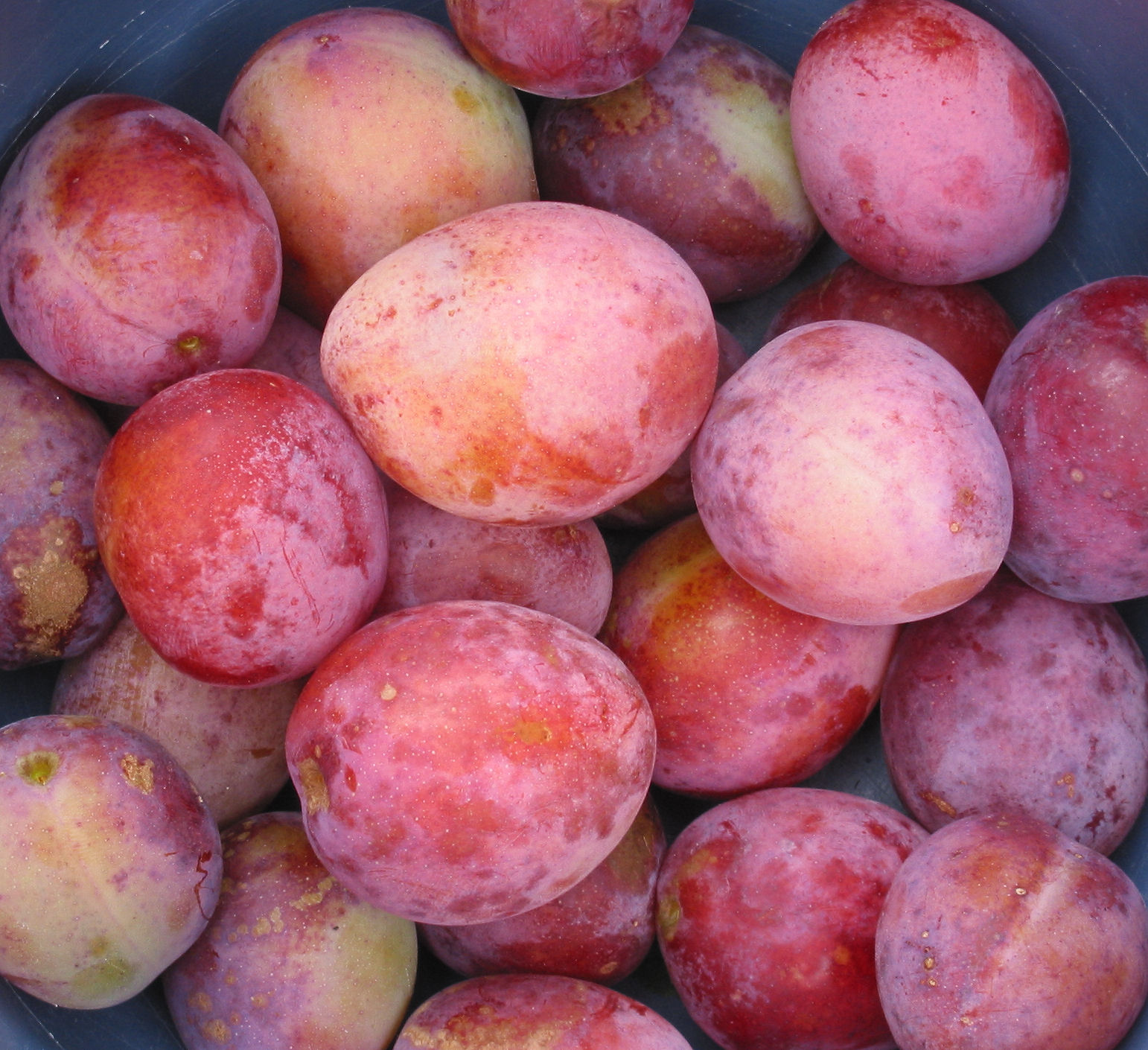
维多利亚李
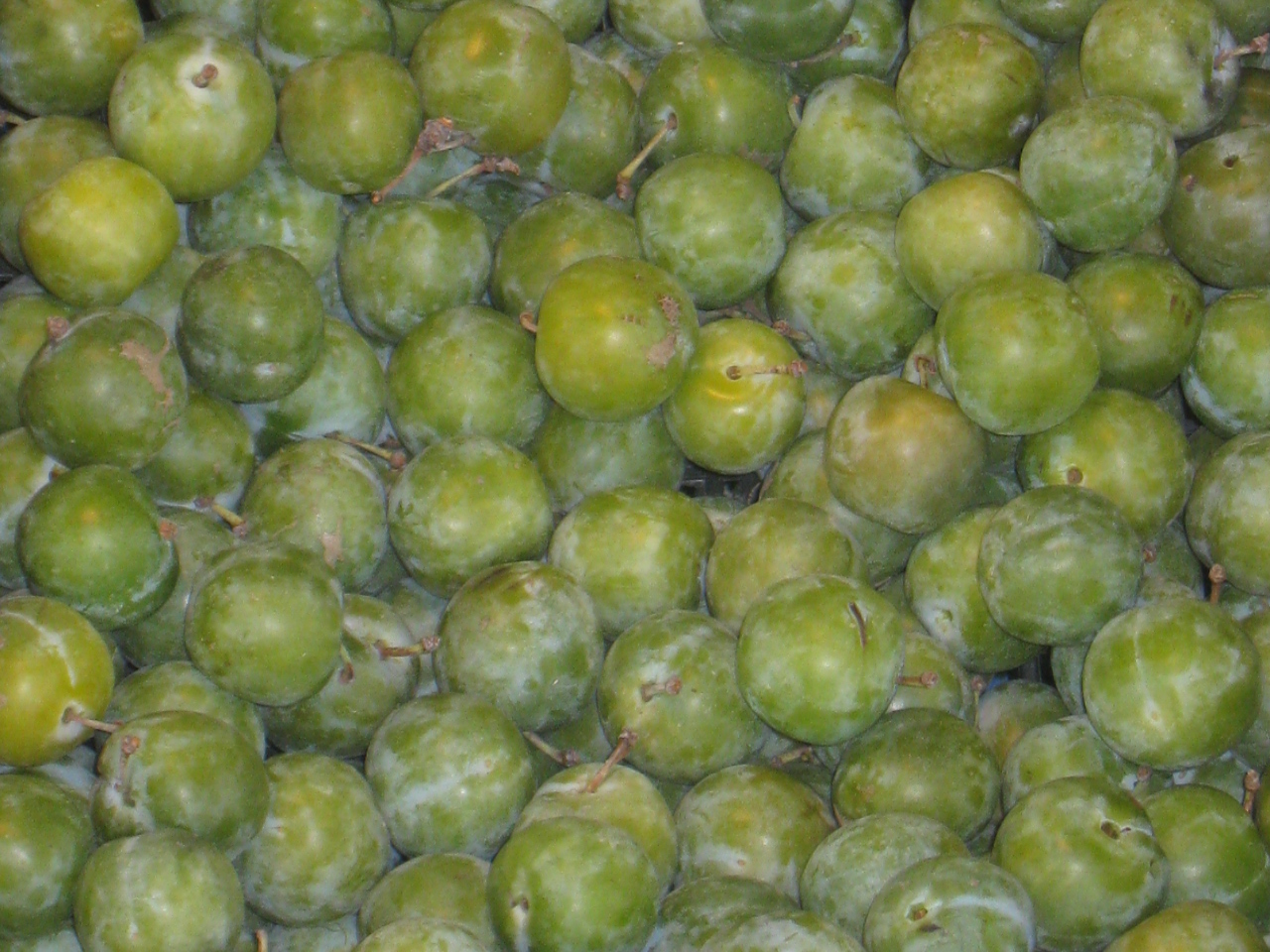
青梅李
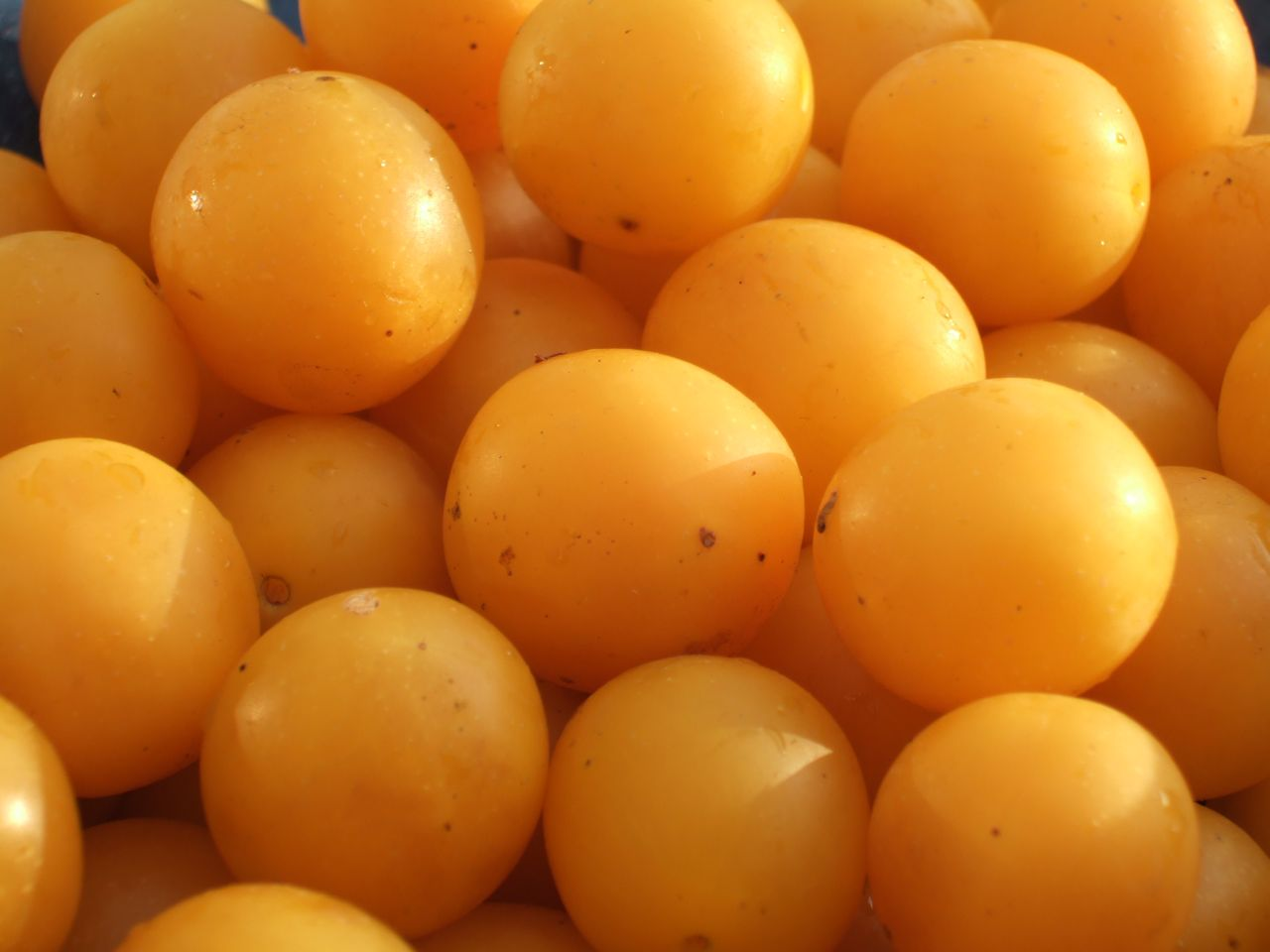
黄香李
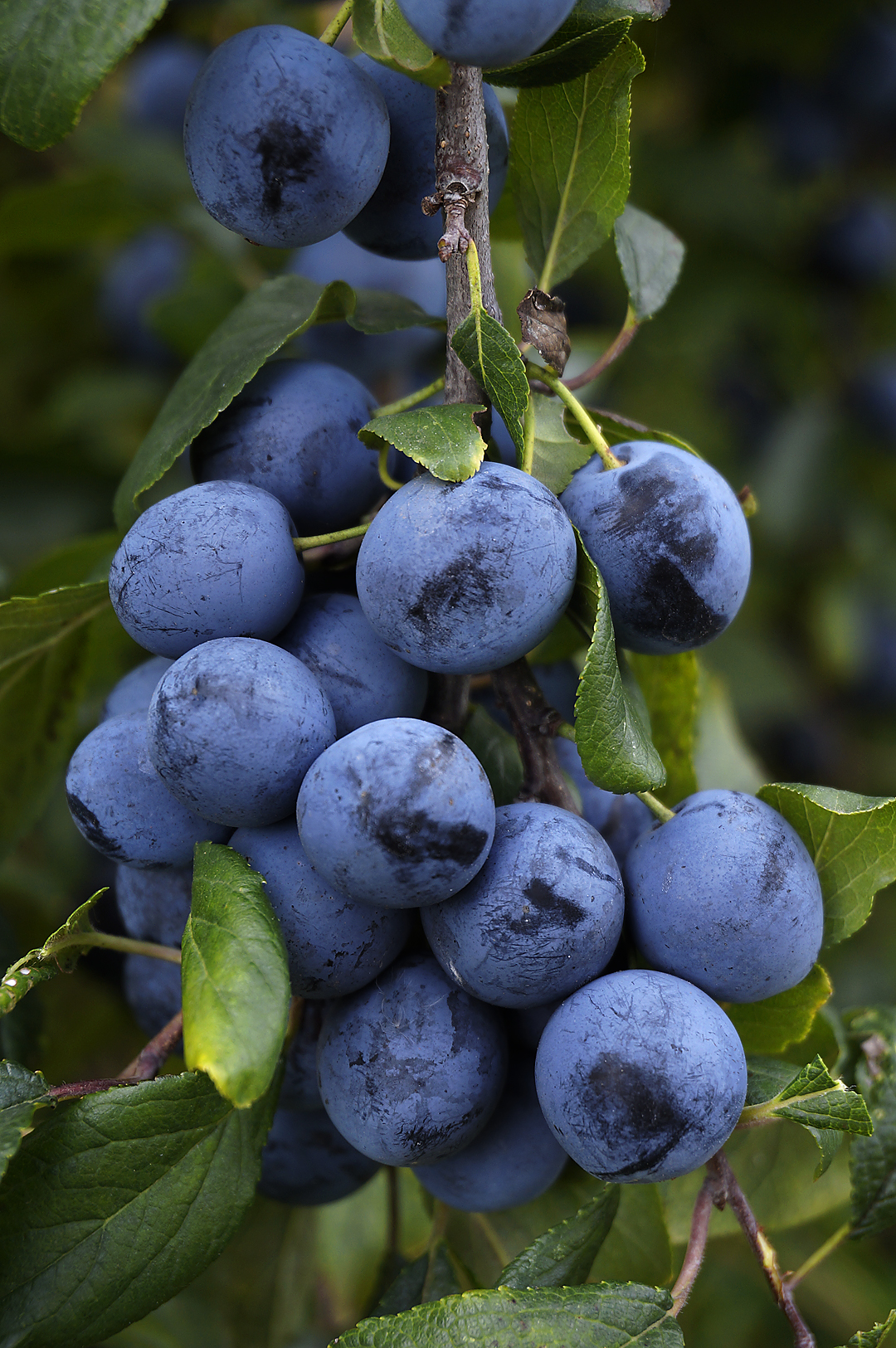
布拉斯李
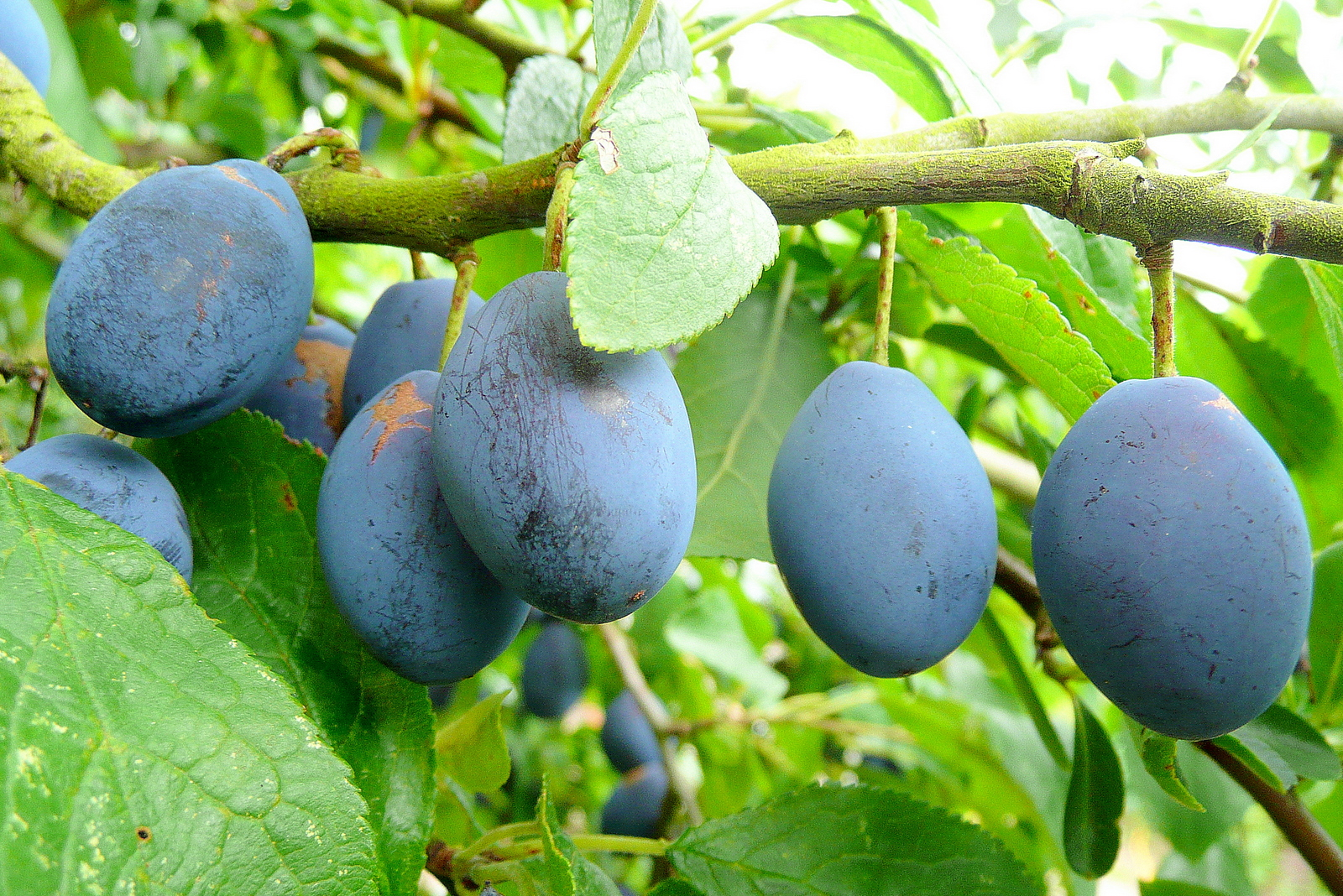
戴姆森李
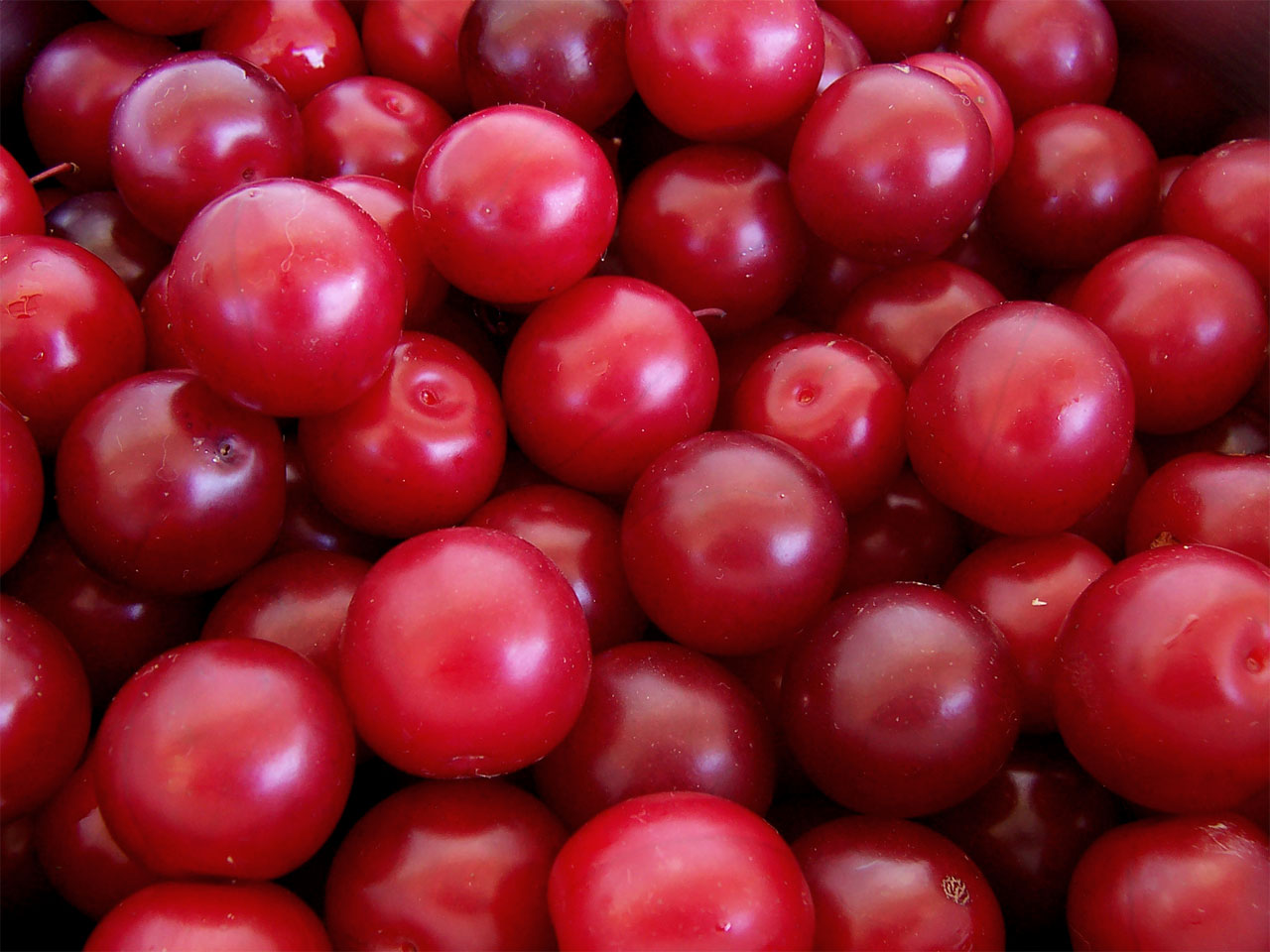
樱桃李
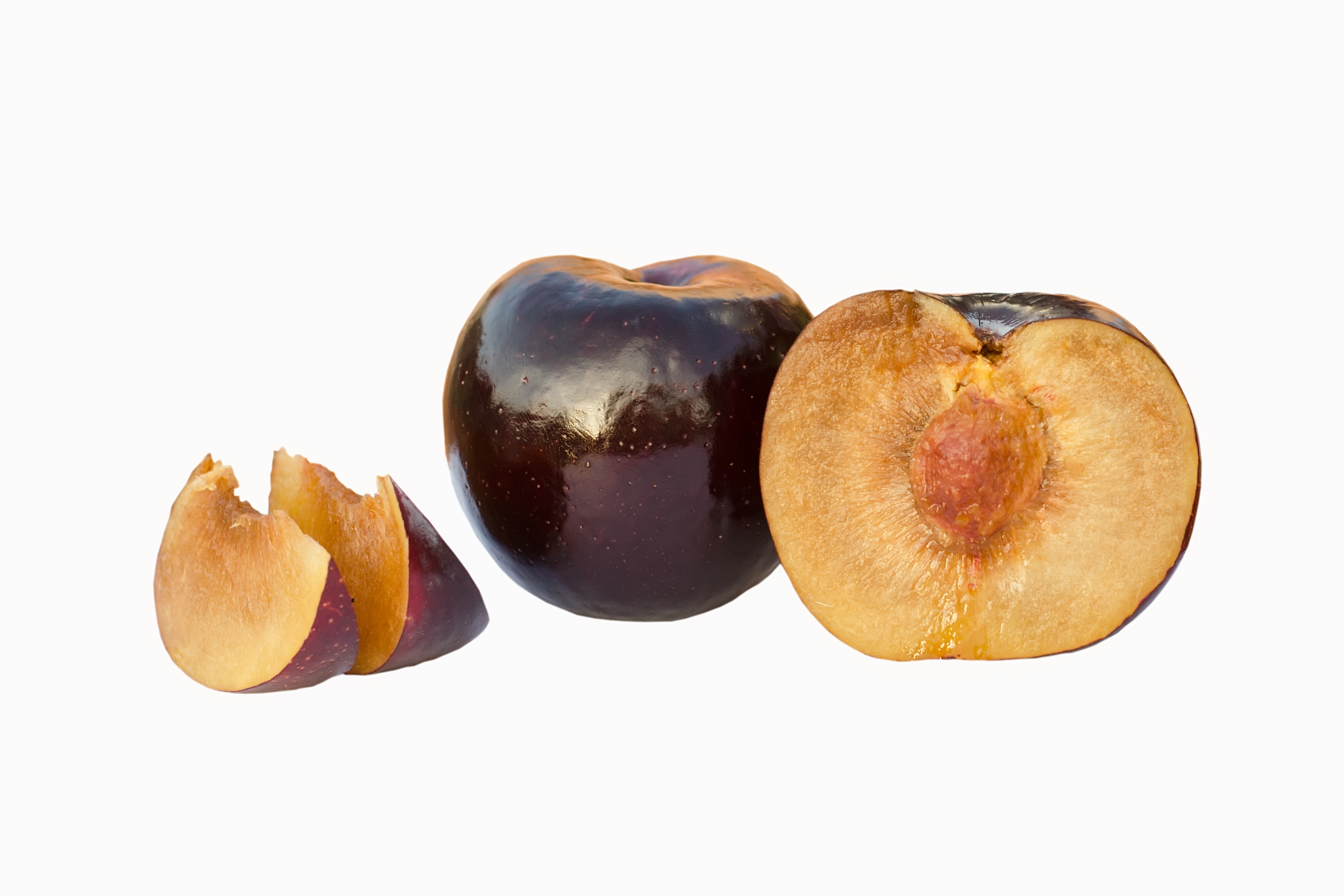
黑布林（黑琥珀李）
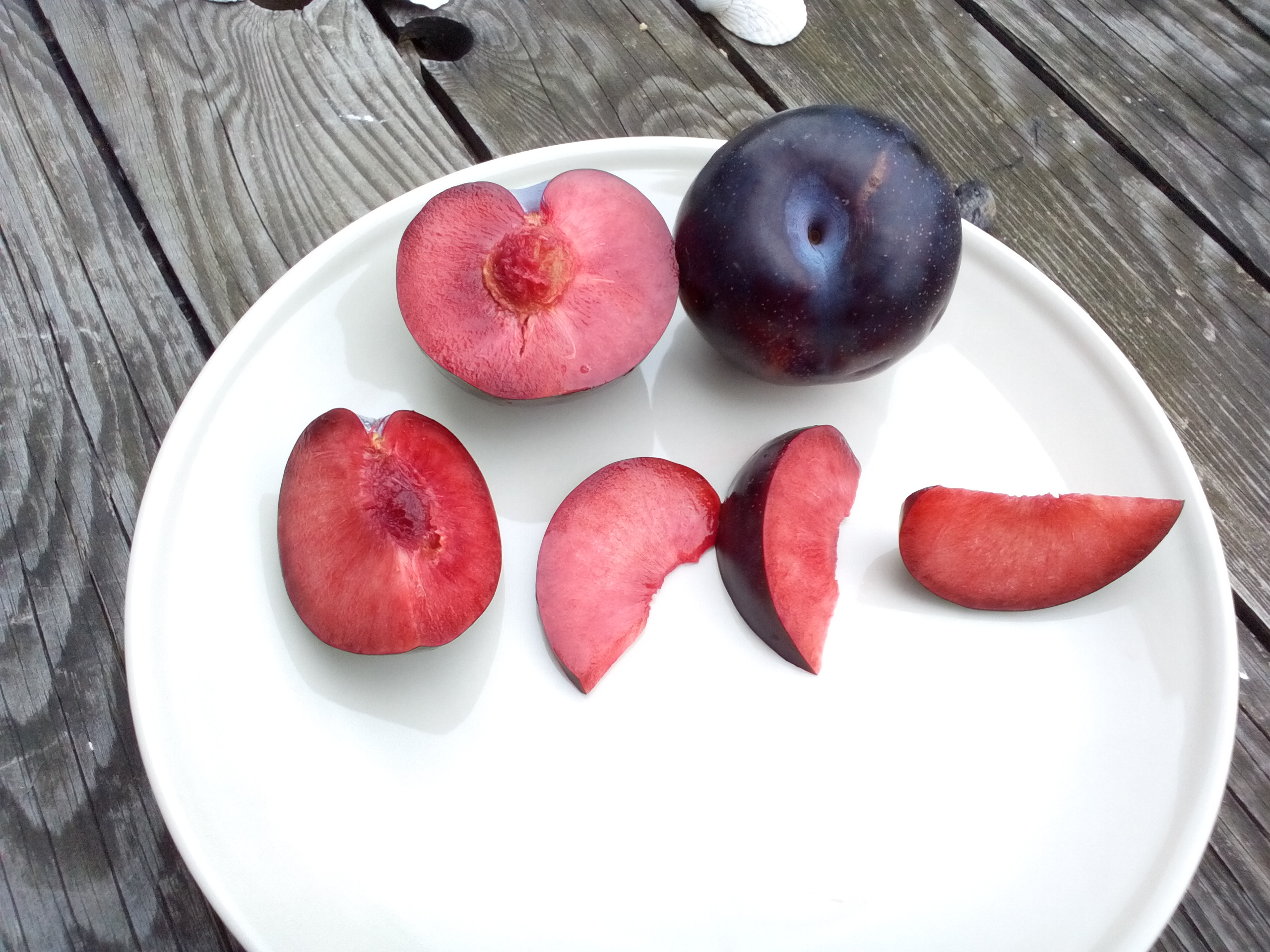
Metis蜜李
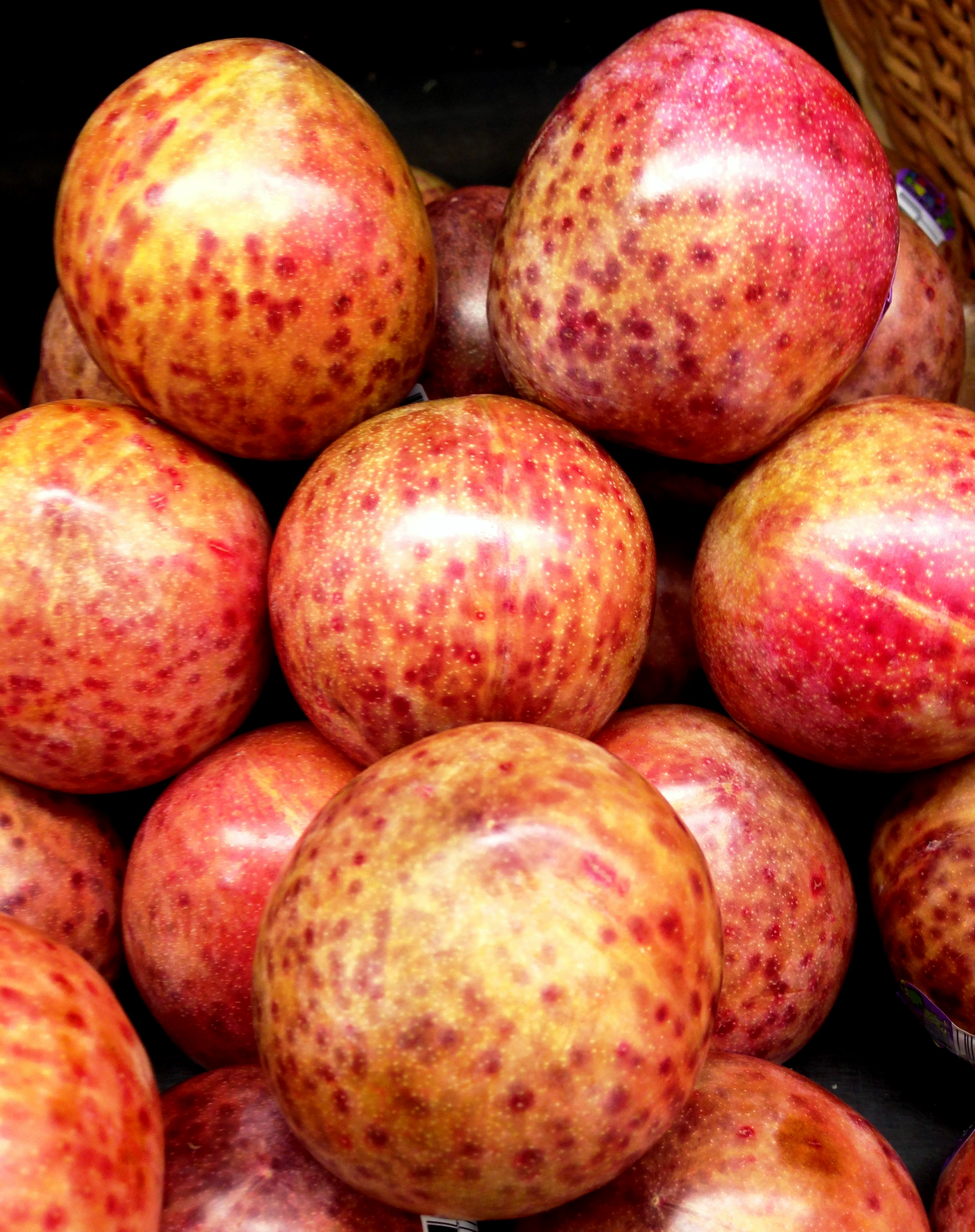
恐龙蛋蜜李

## 概述
在早春的花季，李子树往往开满了花朵，在好的年景里大约50%的花朵可以授粉结果。花期于生长期后80天开始。如果气候过于干燥，李子果实不会继续发育，而是在其还是青色小果的时候从树上掉下。如果过于潮湿或成熟后没有及时收获，果实会被一种叫做褐腐菌的真菌感染。褐腐菌无毒，小片感染区域可以被切除，但如果不及时杀菌整个果实都不可以使用。李子是某些鳞翅类动物幼虫的食物，包括November Moth（Epirrita dilutata）。

## 象征
桃树和李树，即“桃李”，是学生的代称。 典故源于春秋战国时期，魏国有一大臣叫子质，虽然培养了很多门生，但因得罪了魏文侯，他的门生没有一个肯帮助他，所以他只好乘夜潜逃。一天拜访哲学家子简时问：“为什么我培养了那么多有出息的学生，可是当我遇到困难需要他们帮助的时候，他们却一个也不肯出力，害得我流落他乡？”子简说：“如果你种下的是桃树和李树，来年不光可以在树下乘凉，果实成熟的时候还可以吃到桃子和李子，可是你种下的却是蒺藜，不光不会有果实吃，还会被它刺到，所以培养学生，就要像种树一样，先选择对象，再加以培养。”后来，人们便称培养人才叫“树人”，而教师培养的人才多，就叫做“桃李满天下”。

## 外部連結
- （英文）Prune nutrition information （页面存档备份，存于）
- （英文）Prune information （页面存档备份，存于）

[在维基数据编辑]